# Ліндсі Морган
Ліндсі Морган (англ. Lindsey Morgan; нар.. 27 лютого 1990, Джорджія, США) — американська акторка. Виконавиця ролі Крістіни Девіс у денний мильній опері ABC «Головний госпіталь», де знімалася в 2012—2013 роках. У 2013 році за роль Крістіни номінувалася на денну премію «Еммі».

## Життєпис
Народилася 1990 року в Х'юстоні, штат Техас (США) і переїхала до Лос-Анджелеса, щоб почати телевізійну кар'єру. З'явилася у ситкомах «Як я зустрів вашу маму» і «Щасливий кінець» до ролі в мильній опері. В 2013 році, після відходу з шоу, Морган отримала другорядну роль у першому сезоні прайм-тайм серіалу The CW «Сотня», а з другого сезону була підвищена до регулярного складу.
У 2015 році Морган знялася у своїй першій головній ролі у кіно: зіграла Аріану в телевізійному фільмі «Каса Віта» разом із зіркою «Baby Daddy ABC Family» Жаном-Люком Білодо. Аріана — мексикансько-американська кулінарка, яка проти волі батька мріє відкрити власний ресторан кухні ф'южн. Аріана працює в ресторані батька, Casa Vita, де зустрічається з Раннім Ліндстремом.
18 квітня 2016 року Морган отримала головну роль у незалежному трилері «Лассо», разом з Ендрю Джейкобсом, Шоном Патріком Фланері.

## Особисте життя
29 грудня 2020 року Морган оголосила про заручини з актором Шоном Сіпосом. Одружилися 21 вересня 2023 року в Остіні, штат Техас.

## Фільмографія

### Кіно
| Рік  | Назва українською                    | Назва англійською | Роль            | Примітки               |
| ---- | ------------------------------------ | ----------------- | --------------- | ---------------------- |
| 2011 | Покарання                            | Detention         | Алексіс Спенсер |                        |
| 2011 | Відключився                          | DisCONNECTED      | Марія           |                        |
| 2013 | Укуси цнотливості                    | Chastity Bites    | Ноемі           |                        |
| 2013 | Переслідування за допомогою Facebook | Facebook Stalking | Ліндсі          | короткометражний фільм |
| 2014 | Позаземної                           | ETXR              | Флоренс         |                        |
| 2014 | 5 етапів                             | 5 Stages          | Обрі            | короткометражний фільм |
| 2017 | Скайлайн 2                           | Skyline 2         | капітанка Роуз  |                        |
| 2017 | Ласо                                 | Lasso             | Кіт             |                        |
| 2018 | —                                    | Summertime        | Деббі Еспіноза  |                        |
| 2020 | Скайлайн 3                           | Skylin3s          | капітанка Роуз  |                        |

### Телебачення
| Рік       | Назва українською      | Назва англійською        | Роль                                                | Примітки                            |
| --------- | ---------------------- | ------------------------ | --------------------------------------------------- | ----------------------------------- |
| 2011      | —                      | B-Sides                  | Н/Д                                                 | епізод: she's Too Good for Everyone |
| 2011      | Тонка грань            | A Thin Line              | Марія                                               | телефільм                           |
| 2011      | Сверхвоїни             | Supah Ninjas             | Шантель                                             | епізод: The Magnificent             |
| 2012      | Як я зустрів вашу маму | How I Met Your Mother    | Лорен                                               | епізод: The Drunk Train             |
| 2012      | Щасливий кінець        | Happy Endings            | Трейсі                                              | епізод: Big White Lies              |
| 2012—2013 | Головний госпіталь     | General Hospital         | Крістін Девіс                                       | телесеріал; 66 епізодів             |
| 2013      | Франклін та Беш        | Franklin & Bash          | Дженніфер                                           | епізод: Shoot to Thrill             |
| 2013      | —                      | Destroy the Alpha Gammas | Лорен                                               | телесеріал; основна роль            |
| 2013      | —                      | The Flip Side            | Н/Д                                                 | 2 епізоди                           |
| 2013      | —                      | Shark Bites              | третя активістка                                    | епізод: Episode #1.0                |
| 2014—2020 | 100                    | The 100                  | Рейвен Реєс                                         | телесеріал; основна роль            |
| 2016      | —                      | Casa Vita                | Аріана                                              | телефільм                           |
| 2016      | Нічна зміна            | The Night Shift          | Кристал                                             | епізод: The Way Back                |
| 2019      | —                      | Defining Moments         | гостя                                               | телесеріал                          |
| 2021      | Крутий Вокер           | Walker                   | Міки, новий партнер Корделла з Техаських рейнджерів | Головна роль 18 епізодів            |